# Ceroctena
Ceroctena es un género de polillas de la familia Erebidae descrita por Achille Guenée en 1852.

## Especies
Este género contiene las siguientes especies:
- Ceroctena amynta (Cramer, 1779)
- Ceroctena intravirens (Dognin, 1900)